# Aboilomimus sichuanensis
Aboilomimus sichuanensis is een rechtvleugelig insect uit de familie Prophalangopsidae. De wetenschappelijke naam van deze soort is voor het eerst geldig gepubliceerd in 2001 door Gorochov.